# Lespesses
Lespesses est une commune française située dans le département du Pas-de-Calais en région Hauts-de-France. Ses habitants sont appelés les Lespessois.
La commune est membre de la communauté d'agglomération de Béthune-Bruay, Artois-Lys Romane.

## Géographie

### Localisation
Localisée dans l'est du département du Pas-de-Calais, Lespesses est une commune de la vallée de la Nave limitrophe au sud-est de la commune de Lillers (aire d'attraction) et située, à vol d'oiseau, à 15 km au nord-ouest de la commune de Béthune (chef-lieu d'arrondissement).
Le territoire de la commune est limitrophe de ceux de cinq communes.
Les communes limitrophes sont Bourecq, Ecquedecques, Lières, Lillers et Saint-Hilaire-Cottes.

### Géologie et relief
La superficie de la commune est de 3,09 km2 ; son altitude varie de 33  à   84 m.

### Hydrographie
Le territoire de la commune est situé dans le bassin Artois-Picardie.
Il est traversé par deux cours d'eau :
- la Nave, d'une longueur de 21,88 km, qui prend sa source dans la commune de Fontaine-lès-Hermans et se jette dans La Clarence au niveau de la commune de Robecq[4] ;

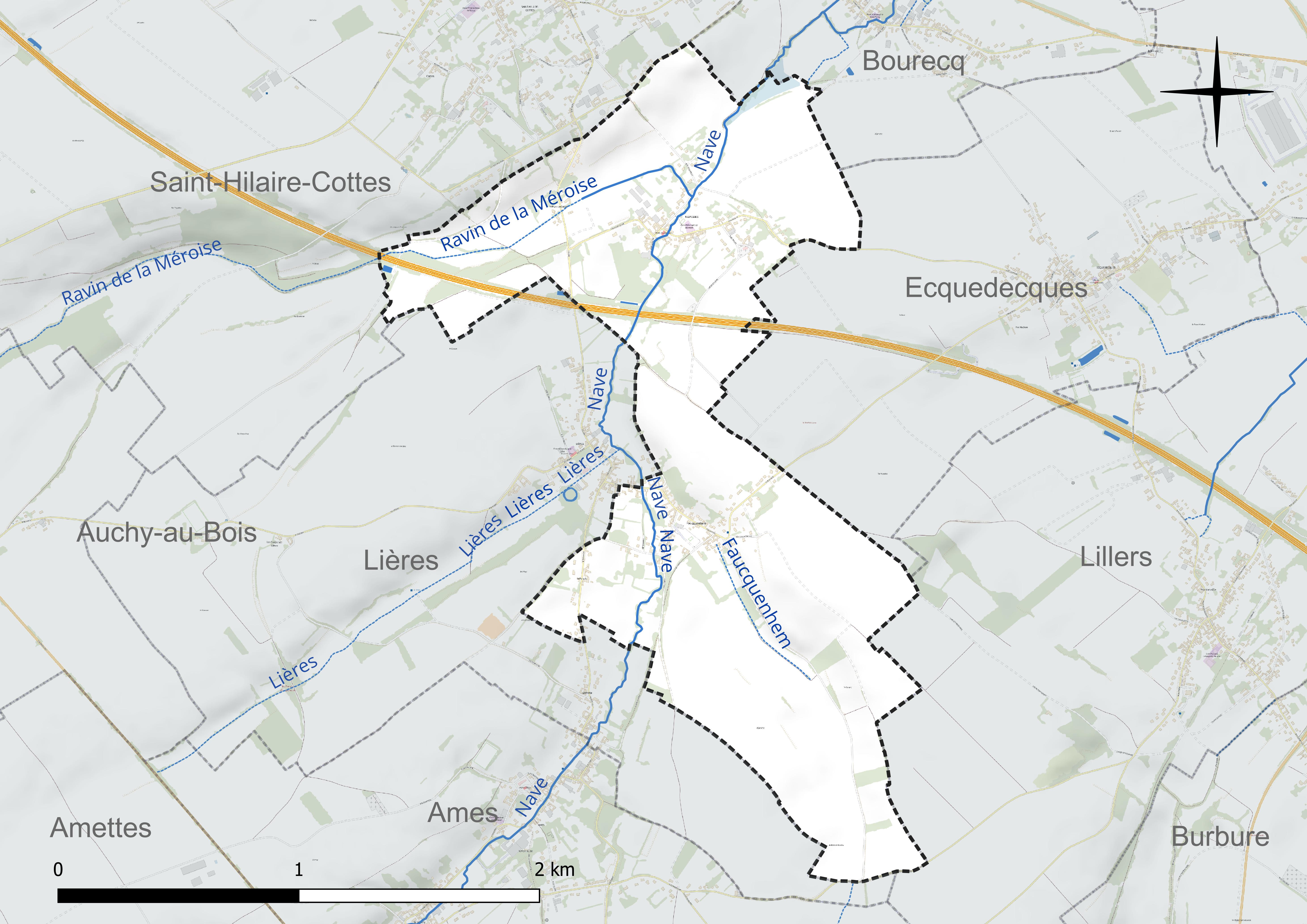
Réseau hydrographique de Lespesses.

- le Ravin de la Méroise, d'une longueur de 9,32 km, qui prend sa source dans la commune de Febvin-Palfart et se jette dans la Nave au niveau de la commune[5].

### Climat
Pour des articles plus généraux, voir Climat des Hauts-de-France et Climat du Nord-Pas-de-Calais.
En 2010, le climat de la commune est de type climat océanique altéré, selon une étude du CNRS s'appuyant sur une série de données couvrant la période 1971-2000. En 2020, Météo-France publie une typologie des climats de la France métropolitaine dans laquelle la commune est exposée à un climat océanique et est dans la région climatique Côtes de la Manche orientale, caractérisée par un faible ensoleillement (1 550 h/an) ; forte humidité de l’air (plus de 20 h/jour avec humidité relative > 80 % en hiver), vents forts fréquents.
Pour la période 1971-2000, la température annuelle moyenne est de 10,2 °C, avec une amplitude thermique annuelle de 13,7 °C. Le cumul annuel moyen de précipitations est de 818 mm, avec 12,7 jours de précipitations en janvier et 8,9 jours en juillet. Pour la période 1991-2020, la température moyenne annuelle observée sur la station météorologique la plus proche, située sur la commune de Lillers à 4 km à vol d'oiseau, est de 11,1 °C et le cumul annuel moyen de précipitations est de 731,5 mm,. Pour l'avenir, les paramètres climatiques de la commune estimés pour 2050 selon différents scénarios d'émission de gaz à effet de serre sont consultables sur un site dédié publié par Météo-France en novembre 2022.
| Mois                                  | jan.           | fév.           | mars           | avril         | mai         | juin          | jui.        | août          | sep.          | oct.          | nov.          | déc.           | année      |
| ------------------------------------- | -------------- | -------------- | -------------- | ------------- | ----------- | ------------- | ----------- | ------------- | ------------- | ------------- | ------------- | -------------- | ---------- |
| Température minimale moyenne (°C)     | 2,2            | 1,8            | 3,1            | 4,8           | 8,1         | 11            | 12,8        | 12,9          | 10,3          | 8,3           | 5,4           | 2,9            | 7          |
| Température moyenne (°C)              | 4,7            | 4,8            | 7,2            | 10,2          | 13,1        | 16,1          | 18,2        | 18,2          | 15,5          | 12,1          | 8,2           | 5,4            | 11,1       |
| Température maximale moyenne (°C)     | 7,2            | 7,8            | 11,3           | 15,7          | 18,2        | 21,3          | 23,6        | 23,4          | 20,7          | 15,9          | 11            | 7,8            | 15,3       |
| Record de froid (°C) date du record   | −14,5 25.01.13 | −16,3 04.02.12 | −10,3 13.03.13 | −5,4 08.04.03 | −1 14.05.10 | 1,9 01.06.11  | 4 03.07.11  | 5,4 31.08.11  | 0,6 30.09.18  | −4,5 28.10.03 | −5,3 30.11.16 | −11,3 18.12.10 | −16,3 2012 |
| Record de chaleur (°C) date du record | 15,9 01.01.22  | 18,8 24.02.21  | 24,8 31.03.21  | 27,3 20.04.18 | 32 27.05.05 | 34,1 29.06.19 | 41 25.07.19 | 37,5 06.08.03 | 34,3 09.09.23 | 29 01.10.11   | 20,7 07.11.15 | 16,5 30.12.22  | 41 2019    |
| Précipitations (mm)                   | 60,2           | 51,3           | 46,5           | 44,1          | 57,5        | 60            | 65,4        | 69,6          | 59,6          | 67,3          | 73,6          | 76,4           | 731,5      |

### Milieux naturels et biodiversité

#### Espèces faunistiques et floristiques
L’Inventaire national du patrimoine naturel (INPN) recense plusieurs espèces faunistiques et floristiques sur le territoire de la commune dont certaines sont protégées et d’autres menacées et quasi-menacées.

## Urbanisme

### Typologie
Au 1er janvier 2024, Lespesses est catégorisée commune rurale à habitat dispersé, selon la nouvelle grille communale de densité à sept niveaux définie par l'Insee en 2022.
Elle est située hors unité urbaine. Par ailleurs la commune fait partie de l'aire d'attraction d'Auchel - Lillers, dont elle est une commune de la couronne,. Cette aire, qui regroupe 29 communes, est catégorisée dans les aires de 50 000 à moins de 200 000 habitants,.

### Occupation des sols
L'occupation des sols de la commune, telle qu'elle ressort de la base de données européenne d’occupation biophysique des sols Corine Land Cover (CLC), est marquée par l'importance des territoires agricoles (86 % en 2018), une proportion identique à celle de 1990 (86 %). La répartition détaillée en 2018 est la suivante : 
terres arables (50,2 %), zones agricoles hétérogènes (26,9 %), zones urbanisées (14 %), prairies (8,9 %). L'évolution de l’occupation des sols de la commune et de ses infrastructures peut être observée sur les différentes représentations cartographiques du territoire : la carte de Cassini (XVIIIe siècle), la carte d'état-major (1820-1866) et les cartes ou photos aériennes de l'IGN pour la période actuelle (1950 à aujourd'hui).

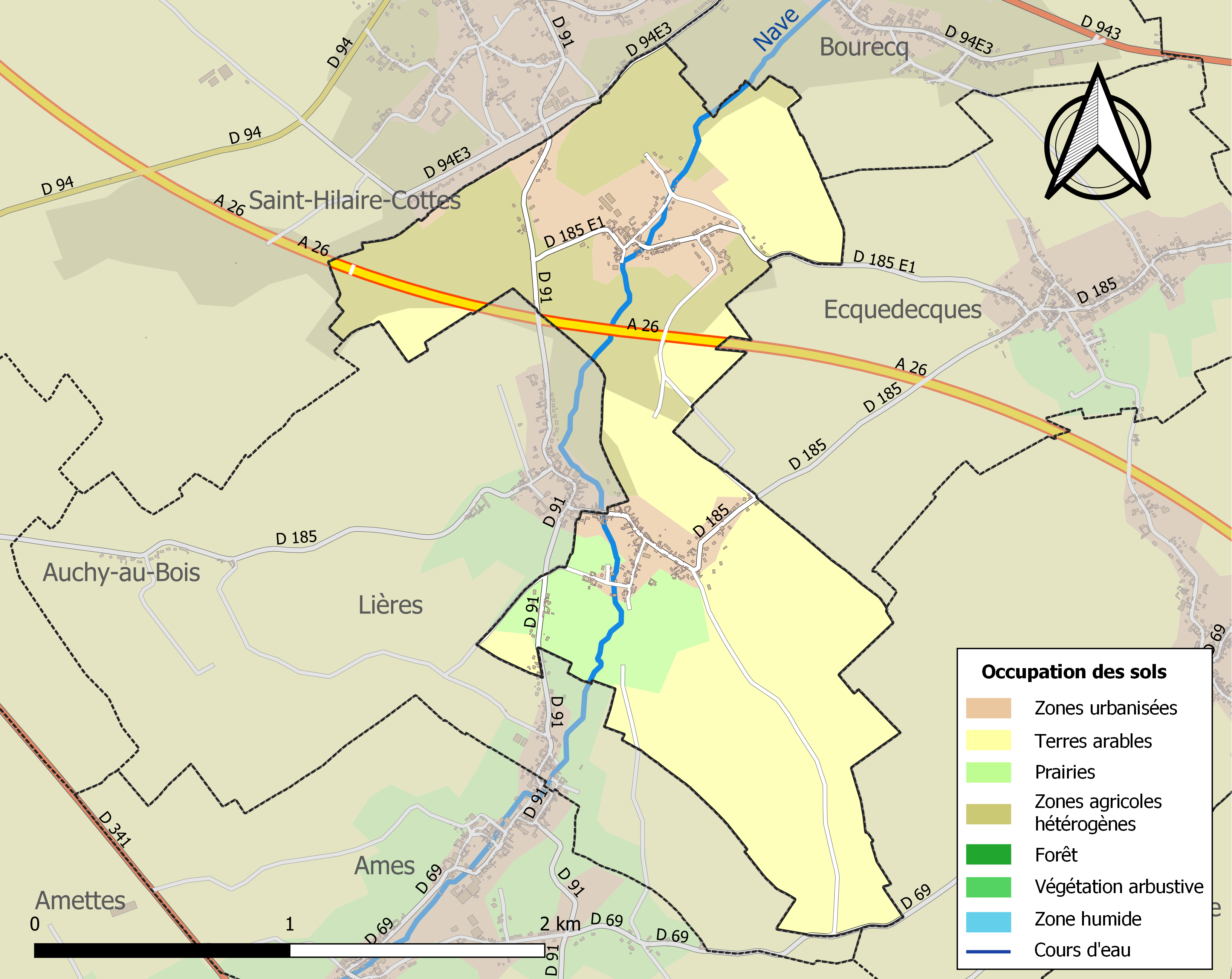
Carte des infrastructures et de l'occupation des sols de la commune en 2018 (CLC).

### Lieux-dits, hameaux et écarts
La commune de Lespesses est composée du village, dans lequel se situe l'église et la mairie et de Fauquenhem, le hameau.

## Toponymie
Le nom de la localité est attesté sous les formes Lespesee en 1193 ; Espessa en 1200 ; Le Espese en 1307 ; Lespoisse en 1384 ; Lespche en 1720 ; Lepesse au XVIIIe siècle ; Leppesse en 1739; Lespesses en 1793 ; Lepesse et Lespesses depuis 1801.
De l'oïl espesse « fourré , broussaille ».
Le hameau de Fauquenhem est attesté sous les formes Fouquinehen en 1404 ; Foucquinguehen en 1450 ; Fauquinhem en 1725 et Fouquinghem en 1739.

## Histoire
En 1726, par un écrit conservé aux archives départementales, l'archidiacre de Boulogne-sur-Mer met les habitants de la commune de Lespesses en demeure de ne plus envoyer leurs enfants aux écoles voisines et de choisir à cet effet dans leur village « un lieu propre à tenir écholle ».

## Politique et administration

### Découpage territorial
La commune se trouve dans l'arrondissement de Bethune du département du Pas-de-Calais.

#### Commune et intercommunalités
La commune est membre de la communauté d'agglomération de Béthune-Bruay, Artois-Lys Romane qui regroupe 100 communes et compte 275 327 habitants en 2021.

#### Circonscriptions administratives
La commune est rattachée au canton de Lillers.

#### Circonscriptions électorales
Pour l'élection des députés, la commune fait partie de la huitième circonscription du Pas-de-Calais.

### Élections municipales et communautaires

#### Liste des maires
| Période                                  | Période                   | Identité            | Étiquette | Qualité                                                       |
| ---------------------------------------- | ------------------------- | ------------------- | --------- | ------------------------------------------------------------- |
| Les données manquantes sont à compléter. |                           |                     |           |                                                               |
|                                          | 1965                      | François Toubois    |           |                                                               |
| 1965                                     | 1984                      | Jacob Buissart      |           |                                                               |
| 1985                                     | 1995                      | Jean-Marie Buissart |           |                                                               |
| 1995                                     | 2014                      | Roger Dupont        |           |                                                               |
| 2014                                     | En cours (au 29 mai 2020) | Arnaud Picque       | ex-PS     | Cadre de la fonction publique Réélu pour le mandat 2020-2026, |

## Population et société

### Démographie
Les habitants sont appelés les Lespessois.

#### Évolution démographique
L'évolution du nombre d'habitants est connue à travers les recensements de la population effectués dans la commune depuis 1793. Pour les communes de moins de 10 000 habitants, une enquête de recensement portant sur toute la population est réalisée tous les cinq ans, les populations de référence des années intermédiaires étant quant à elles estimées par interpolation ou extrapolation. Pour la commune, le premier recensement exhaustif entrant dans le cadre du nouveau dispositif a été réalisé en 2008.

En 2022, la commune comptait 401 habitants, en évolution de −0,74 % par rapport à 2016 (Pas-de-Calais : −0,72 %, France hors Mayotte : +2,11 %).
| 1793 | 1800 | 1806 | 1821 | 1831 | 1836 | 1841 | 1846 | 1851 |
| ---- | ---- | ---- | ---- | ---- | ---- | ---- | ---- | ---- |
| 231  | 250  | 191  | 257  | 260  | 233  | 243  | 254  | 249  |

| 1856 | 1861 | 1866 | 1872 | 1876 | 1881 | 1886 | 1891 | 1896 |
| ---- | ---- | ---- | ---- | ---- | ---- | ---- | ---- | ---- |
| 246  | 264  | 263  | 294  | 316  | 315  | 323  | 348  | 359  |

| 1901 | 1906 | 1911 | 1921 | 1926 | 1931 | 1936 | 1946 | 1954 |
| ---- | ---- | ---- | ---- | ---- | ---- | ---- | ---- | ---- |
| 360  | 394  | 416  | 415  | 387  | 367  | 360  | 407  | 387  |

| 1962 | 1968 | 1975 | 1982 | 1990 | 1999 | 2006 | 2008 | 2013 |
| ---- | ---- | ---- | ---- | ---- | ---- | ---- | ---- | ---- |
| 387  | 381  | 337  | 340  | 415  | 401  | 417  | 421  | 402  |

| 2018 | 2022 | - | - | - | - | - | - | - |
| ---- | ---- | - | - | - | - | - | - | - |
| 405  | 401  | - | - | - | - | - | - | - |

#### Pyramide des âges
En 2018, le taux de personnes d'un âge inférieur à 30 ans s'élève à 29,3 %, soit en dessous de la moyenne départementale (36,7 %). À l'inverse, le taux de personnes d'âge supérieur à 60 ans est de 30,7 % la même année, alors qu'il est de 24,9 % au niveau départemental.
En 2018, la commune comptait 194 hommes pour 211 femmes, soit un taux de 52,10 % de femmes, légèrement supérieur au taux départemental (51,50 %).
Les pyramides des âges de la commune et du département s'établissent comme suit.
| Hommes | Classe d’âge | Femmes |
| ------ | ------------ | ------ |
| 1,0    | 90 ou +      | 1,4    |
| 5,7    | 75-89 ans    | 7,1    |
| 24,2   | 60-74 ans    | 21,8   |
| 21,6   | 45-59 ans    | 17,5   |
| 20,6   | 30-44 ans    | 20,4   |
| 12,9   | 15-29 ans    | 12,8   |
| 13,9   | 0-14 ans     | 19,0   |

| Hommes | Classe d’âge | Femmes |
| ------ | ------------ | ------ |
| 0,5    | 90 ou +      | 1,6    |
| 5,6    | 75-89 ans    | 8,9    |
| 16,7   | 60-74 ans    | 18,1   |
| 20,2   | 45-59 ans    | 19,2   |
| 18,9   | 30-44 ans    | 18,1   |
| 18,2   | 15-29 ans    | 16,2   |
| 19,9   | 0-14 ans     | 17,9   |

## Culture locale et patrimoine

### Lieux et monuments
- L'église Saint-Martin.
- Le monument aux morts qui commémore la Première et la Seconde Guerre mondiale[35].
- La chapelle Notre-Dame-des-Affligés.

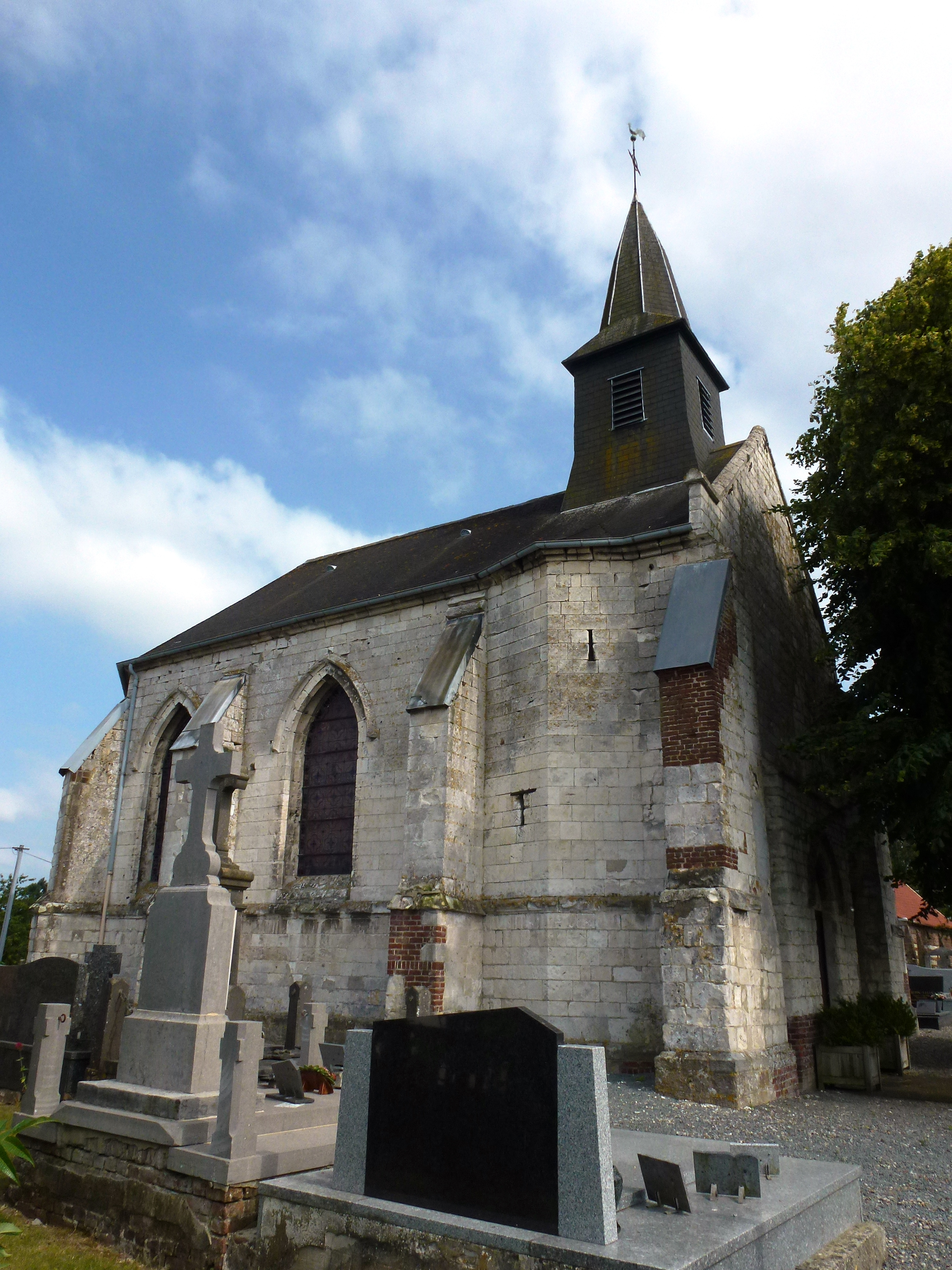
L'église Saint-Martin.
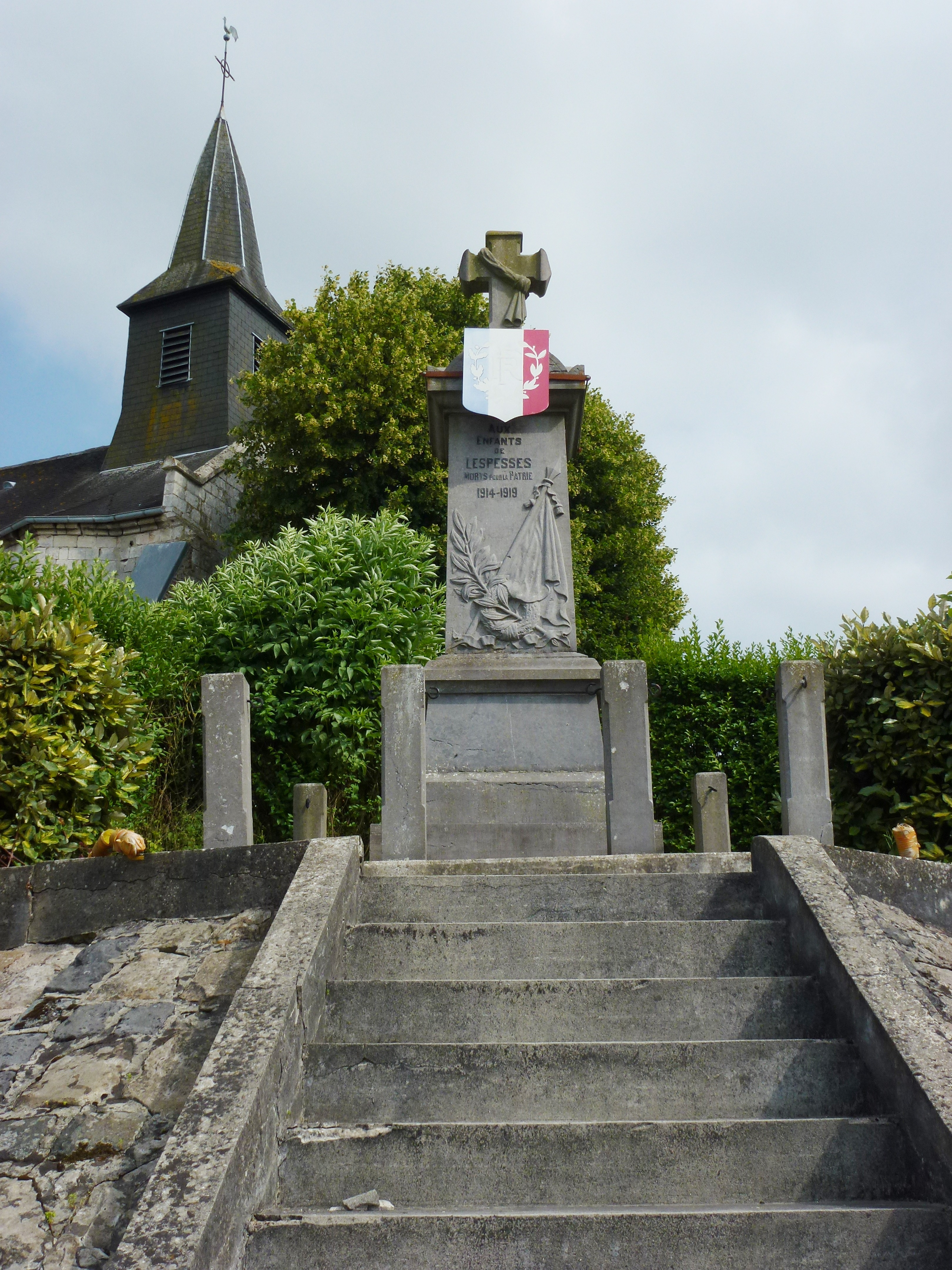
Le monument aux morts.
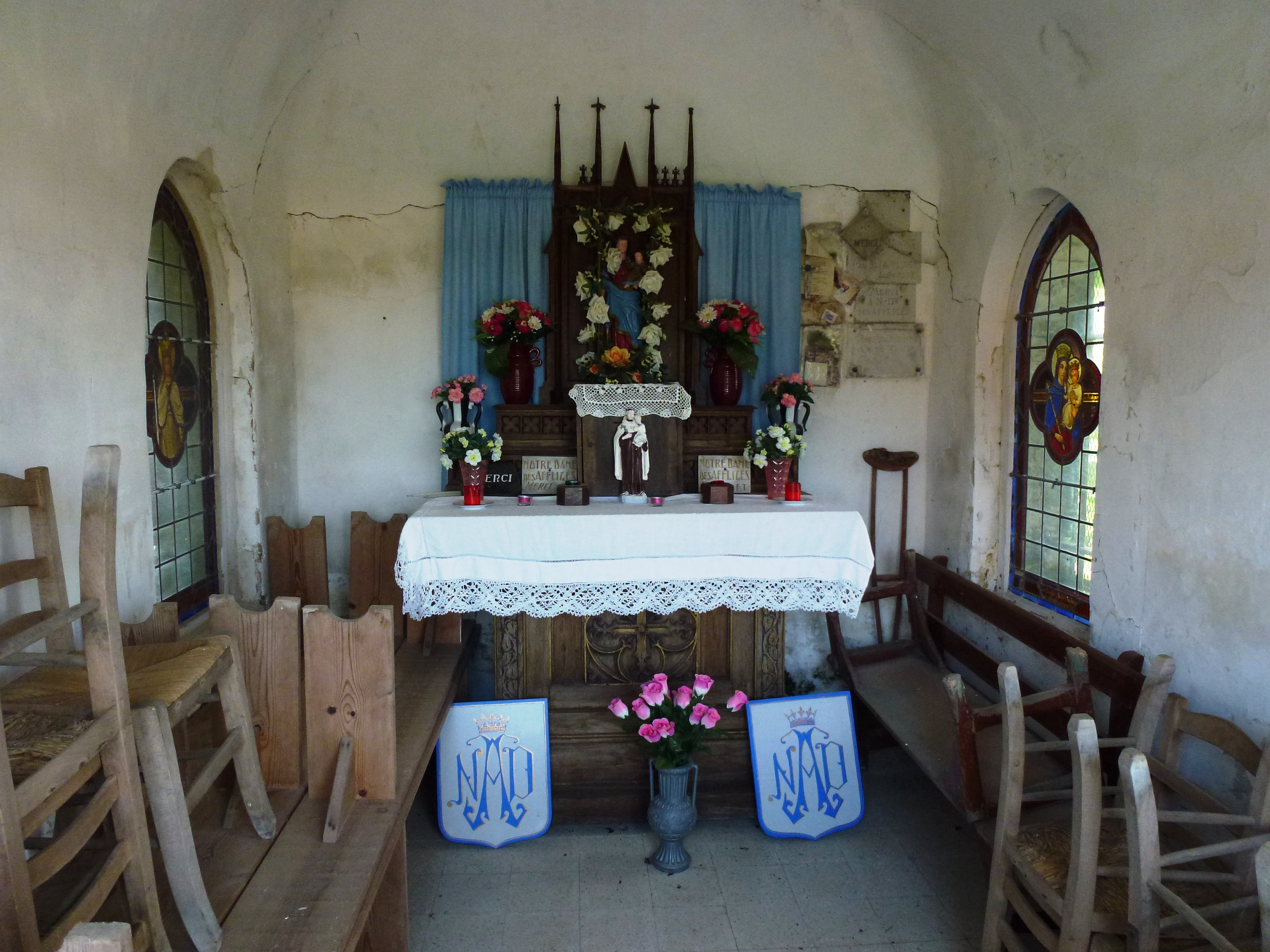
La chapelle Notre-Dame-des-Affligées, l'intérieur.

### Personnalités liées à la commune
- Paulette Veste (1928-), athlète française, championne de France des lancers du poids et du disque, née dans la commune[36].

### Héraldique
| Blason de Lespesses | Blason  | De sinople à la barre ondée d'argent, accompagnée en chef d'un faucon contourné et en pointe d'un buisson, le tout du même. |
| Blason de Lespesses | Détails | Le statut officiel du blason reste à déterminer.                                                                            |

## Pour approfondir

#### Bases de données, dictionnaires et encyclopédies
- Ressources relatives à la géographie :   - Insee (communes)
  - Ldh/EHESS/Cassini
- Ressource relative à plusieurs domaines :   - Annuaire du service public français
- Notices d'autorité :   - VIAF
  - BnF (données)
  - GND
  - Israël